# Darin Johnson
Darin Johnson (Sacramento, 21 gennaio 1995) è un cestista statunitense.